# Ranunculus ficariifolius
Ranunculus ficariifolius là một loài thực vật có hoa trong họ Mao lương. Loài này được H. Lév. & Vaniot miêu tả khoa học đầu tiên năm 1904.